# Rhodoferax fermentans
Espèce
Rhodoferax fermentans est une bactérie mixotrophe, du genre Rhodoferax de la Famille Comamonadaceae du phylum des Proteobacteria. Elle a été découverte en 1992 par l'équipe de recherche japonaise de A. Hiraishi.

## Étymologie
Le nom de genre Rhodoferax vient du grec rhodon, "la rose", du latin ferax, "fertile", et du néolatin Rhodoferax, qui signifie "rouge et fertile". Le nom d'espèce fermentans vient du même mot latin qui signifie "qui fermente".

## Morphologie et physiologie[1]
Les cellules de Rhodoferax fermentans ont une forme de bâtonnet courbe, ont un diamètre de 0,6 à 0,9 µm et possèdent un flagelle polaire qui leur confère leur motilité. Ce sont des bactéries à Gram négatif qui présentent une couleur brun pêche en culture due aux pigments que sont la bactériochlorophylle a et les caroténoïdes. La souche-type est appelée Rhodoferax fermentans JCM 7819 et son taux de GC est de 60% en moyenne.
Cette bactérie est capable de se développer par photosynthèse, respiration aérobie ou encore fermentation. La photoorganotrophie avec métabolisme de composés organiques variés en tant que source de carbone constitue son mode de croissance préférentiel. Elle a besoin de thiamine et de biotine pour se développer, et utilise comme source d'azote des sels d'ammonium et du glutamate. Le temps de doublement moyen est de 3,35 h en respiration aérobie sur du milieu MYCA, et 1 à 2 h de plus en fermentation de fructose et bicarbonate sur milieu FCYS.

## Écologie
On trouve cette bactérie dans les eaux stagnantes de trous, fossés, etc., ainsi que dans les boues activées (eaux usées contenant des microorganismes aérobies leur permettant de se décomposer).
Les espèces les plus phylogénétiquement proches sont celles du genre Rhodocyclus qui sont des bactéries pourpres non sulfureuses. Cependant, les données de l'étude de Hiraishi et al. ont permis d'établir que les souches découvertes n'étaient pas en mesure d'être classifiées dans une des espèces des bactéries pourpres non sulfureuses telles que décrites par Imhoff et Trüper.